# Šćepan Mali
Šćepan Mali (crnogorski: Шћепан Мали), vladao je Crnom Gorom 1767. – 1773. predstavljajući se kao ruski car Petar III. Učvrstio je centralnu vlast, suzbijajući plemensku neslogu. Uspješno je ratovao protiv Osmanskog Carstva. Ubio ga je njegov sluga, Grk, potplaćen od Turaka. 

## "Ruski car" u Crnoj Gori
Premda o njegovome porijeklu nema pouzdanih povijesnih podataka, vjeruje se da je Šćepan bio iz Dalmacije. Došao je u Crnu Goru 1766. godine, najprije u Maine. Bio je travar i smatrali su ga narodnim ljekarom (crnogorski: medig). Ubrzo su se pronijele vijesti da je on ruski car Petar III. koji se sklonio među Crnogorce. 
Car Petar III. bio je svrgnut i ubijen 1762. u dvorskoj uroti kojoj je na čelu bila njegova supruga, koja je zavladala kao carica Katarina II. Donski kozak Pugačov, koji je podigao bunu 1773., također se proglasio Petrom III. Crnogorci su imali slike po svojim crkvama i manastirima s likom ubijenoga ruskoga cara, a Šćepan mu je bio izuzetno sličan.
U to doba Crnom Gorom vlada vladika Sava Petrović Njegoš (1735. – 1781.), koji vodi miroljubivu politiku, oslanjajući se na diplomaciju u obrani (privremeni savezi s raznim velikim silama, koristeći njihove međusobne sukobe) i na svećenstvo u unutrašnjoj politici. Nakon smrti Savinog suvladara Vasilija Petrovića Njegoša, vladao (1750. – 1766.), koji je vodio znatno ratoborniju politiku i oslanjao se na plemenske starješine, Šćepan preuzima stvarnu vlast u zemlji.
Oduševio je Crnogorce, koji su 1768. odbili snažni turski napad. Iste godine Crnogorci su se oglušili o zahtjev Rusije da joj se pridruže u ratu protiv Turske, zbog ruskog neprijateljstva prema Šćepanu.

## Moderniziranje i jačanje državne vlasti
Radio je na moderniziranju zemlje i stvaranju uvjeta za centralizaciju vlasti. Uspio je suzbiti zavade među crnogorskim plemenima i strogim kaznama potisnuti krvnu osvetu. Godine 1771. formira prvi stalni sud, sastavljen od 12 plemenskih starješina. Formira prvi stalni oružani odred (tjelesnu stražu). Započeo je graditi putove, te popisivati stanovništvo i imovinu.
Jačanje središnje vlasti u Crnoj Gori bilo je protivno interesu svih velikih sila: Austrije, Rusije, Turske i Mletačke Republike. 
Godine 1773. ubio ga je jedan njegov sluga, po nalogu skadarskog paše Bušatlije.
Njegove reforme, iako suzbijene nakon njegove smrti, bile su osnova na kojoj je dalje gradio vladika Petar I. Petrović Njegoš (vladao 1781. – 1830.). On je učvrstio centralnu vlast i uspješnim ratovanjem uzdigao Crnu Goru u značajnu regionalnu silu.

## U književnosti i na filmu
Narodna tradicija i arhivski materijal o Šćepanu Malom poslužili su vladici i pjesniku Petru II. Petroviću Njegošu kao podloga za pjesničko djelo Lažni car Šćepan Mali.
1955. je snimljen prvi crnogorski igrani film u Crnoj Gori Lažni car (produkcija Lovćen-film, redatelj Velimir Stojanović, scenarist Ratko Đurović).
Godine 1979. u režiji Veljka Bulajića snimljen je fantazijski film Čovjek koga treba ubiti ili Legenda o lažnom caru Šćepanu Malom (koprodukcija Studio film – Titograd, Jadran film – Zagreb i Croatia film – Zagreb).

## Vanjske poveznice
- Historijski leksikon Crne Gore o Šćepanu Malom
- Petar II. Petrović Njegoš: Lažni car Šćepan mali (kompletan tekst. Ćirilica.)  Arhivirana inačica izvorne stranice od 3. ožujka 2016. (Wayback Machine) (srpski)
- Crnogorski film "Lažni car" iz 1955. g.